# Consiliul Parteneriatului Euro-Atlantic

Harta membrilor EPAC

Consiliul Parteneriatului Euro-Atlantic (EAPC), o instituție NATO post-Război Rece, este un forum multilateral fondat pe 29 mai 1997. A fost creat pentru a îmbunătăți relațiile dintre țările NATO și cele non-NATO din Europa și acele părți ale Asiei pe periferia europeană. Statele membre se întâlnesc să coopereze și să se sfătuiască în privința chestiunilor politice și de securitate. A fost constituită în cadrul reuniunii miniștrilor de externe și apărare de la Sintra, Republica Portugheză, ca succesor al Consiliului de Cooperare Nord-Atlantic (NACC), care a fost creat în 1991. Funcționează alături de Parteneriatul pentru Pace (PfP), creat în 1994.
EAPC reprezintă un mediu politic prin care NATO poate colabora cu statele sale partenere din zona euro-atlantică. Este formată din toate statele membre ale NATO, alături de 18 alte membre ale PfP. În cadrul epocii post-Război Rece, Statele Unite ale Americii au jucat cel mai importnat rol în menținerea și extinderea EAPC. Consiliul a reprezentat un important mijloc al dialogului dintre SUA și Federația Rusă, efort de asemenea împins de Washington, până la momentul apariției de noi tensiuni dintre cele două țări.

## Istoric
EAPC reprezintă succesorul NACC, creat în 1991 ca o platformă de purta discuții politice alături de fostele state adversare ale NATO din Pactul de la Varșovia.

## Membri
Există 50 de membri, cele 29 de state membre NATO și 21 de țări partenere. Țările partenere sunt: 
- 6 țări (care, deși neutre din punct de vedere militar) aveau economii de piață capitaliste în timpul Războiului Rece:
  -  Austria
  -  Finlanda
  -  Irlanda
  -  Malta 
  -  Suedia
  -  Elveția
- 12 fostele republici sovietice:
  -  Armenia
  -  Azerbaidjan
  -  Belarus
  -  Georgia
  -  Kazahstan
  -  Kârgâzstan
  -  Republica Moldova
  -  Rusia
  -  Tadjikistan
  -  Turkmenistan
  -  Ucraina
  -  Uzbekistan
- 3 a fostelor națiuni iugoslave pe nici o parte a Cortinei de Fier în timpul Războiului Rece:
  -  Bosnia și Herțegovina
  -  Macedonia de Nord
  -  Serbia

## Legături externe
- Euro-Atlantic Partnership Council
- History of NATO – the Atlantic Alliance - UK Government site
- EAPC Security Forum 2007 in Ohrid, Macedonia